# Lola Pagnani
Lola Pagnani (Rome, 3 april 1972) is een Italiaans actrice.

## Biografie
Lola Pagnani werd geboren als Anna Lola Pagnani Stavros, een dochter van scenarioschrijver Enzo Pagnani. Ze rondde op haar 17e haar dansopleiding in Parijs af, waarna ze met de dansgroep Momix op wereldtournee ging. Daarna werkte ze mee aan de choreografie van het Cirque du Soleil in Montreal (Canada). Tevens was ze te zien als danser in het operagebouw van München en het
Alvin Ailey American Dance Theater in New York.
Na te hebben gestudeerd voor actrice aan de HB Studio in New York, keerde ze terug naar Italië. Daar ging ze samenwerken met enkele bekende film- en theateracteurs, zoals Ettore Scola, Giulio Base, en Lina Wertmuller. Ze werkte twee jaar mee aan de talkshow Maurizio Costanzo Show, en werd uitgenodigd om samen te werken met Enrico Montesano, Marco Columbro, Barbara De Rossi, Blas Roca Rey, Enrico Brignano, Nino Manfredi, Vittorio Gassman en Shelley Winters.
Pagnanni werkte in New York samen met Rai International aan enkele programma’s. Zo presenteerde ze PoP Italia.

## Filmografie

### Film
- Trafitti da un raggio di sole (1995) - Fabiola
- Polvere di Napoli (1996) - Rosita
- Ninfa plebea (1996) - Lucia
- Ferdinando e Carolina (1999) - Sara Goudar
- La bomba (1999) - Daisy
- Il pranzo della domenica (2002)
- Gente di Roma (2003)
- Women Seeking Justice (2007)

### Televisie
- Pazza famiglia (1995)
- Commissario Raimondi (1998) - Esmeralda
- Anni 50 (1998)
- La squadra (2000)
- Un posto al sole (2001) - Roberta Cantone
- Francesca e Nunziata (2001)
- Carabinieri 5 (2005)
- Un ciclone in famiglia 2 (2005)
- Donne sbagliate (2006)
- Capri (2006) - Maria Rosaria

### Theater
- Vergine Regina (1996)
- Anatra all'arancia (1997)
- Carmen (1987)